# 인생화보 (1987년 영화)
"인생화보"는 한국에서 제작된 김한영 감독의 1987년 드라마 영화이다. 김용건 등이 주연으로 출연하였다.

## 출연

### 주연
- 김용건
- 양미경
- 김영애